# 6601 Schmeer
6601 Schmeer eller 1988 XK1 är en asteroid i huvudbältet som upptäcktes den 7 december 1988 av de båda japanska astronomerna Seiji Ueda och Hiroshi Kaneda i Kushiro. Den är uppkallad efter amatörastronomen Patrick Schmeer.
Asteroiden har en diameter på ungefär 7 kilometer.